# Black Mass
Black Mass är ett amerikanskt biografisk kriminal-drama från 2015, regisserad av Scott Cooper. Filmen handlar om maffiabossen James "Whitey" Bulger och hans kriminella karriär i Boston. I filmen medverkar Johnny Depp i huvudrollen som Bulger med övriga skådespelare som Joel Edgerton, Benedict Cumberbatch, Kevin Bacon, Jesse Plemons, Peter Sarsgaard, Dakota Johnson och Corey Stoll.
Filmen hade världspremiär den 4 september 2015 vid Filmfestivalen i Venedig. Den hade premiär i USA den 18 september och i Sverige den 25 september samma år.

## Rollista
| Johnny Depp          | – James "Whitey" Bulger             |
| Joel Edgerton        | – John Connolly                     |
| Benedict Cumberbatch | – William M. Bulger                 |
| Rory Cochrane        | – Stephen Flemmi                    |
| Kevin Bacon          | – Charles McGuire, FBI agent        |
| Jesse Plemons        | – Kevin Weeks                       |
| Peter Sarsgaard      | – Brian Halloran                    |
| Dakota Johnson       | – Lindsey Cyr                       |
| Corey Stoll          | – Fred Wyshak                       |
| David Harbour        | – John Morris                       |
| Julianne Nicholson   | – Marianne Connolly                 |
| Adam Scott           | – Robert Fitzpatrick, FBI agent     |
| W. Earl Brown        | – John Martorano                    |
| Juno Temple          | – Deborah Hussey                    |
| Bill Camp            | – John Callahan                     |
| Jamie Donnelly       | – Mrs. Cody                         |
| Jeremy Strong        | – Josh Bond (okrediterad)           |
| James Russo          | – Agent Scott Gariola (okrediterad) |

## Mottagande
Black Mass möttes mestadels av positiva recensioner av kritiker. Johnny Depp fick hyllande kritik för sin porträttering av Whitey Bulger. På Rotten Tomatoes har filmen ett medelbetyg på 73%, baserat på 258 recensioner, och ett genomsnittsbetyg på 6,7 av 10. På Metacritic har filmen genomsnittsbetyget 68 av 100, baserat på 43 recensioner.